# Ришоним
Ришони́м (ивр. ראשונים‎; ед.ч. ראשון, Ришон, «Ранние, Первые») — ведущие раввины и еврейские законодатели, жившие примерно в XI—XV веках главным образом в Западной Европе, вслед за эпохой гаонов и до написания Шулхан Аруха. Раввины после Шулхан Аруха известны как «Ахароним — Последние, Поздние».

## Некоторые Ришоним
- Авраам ибн Эзра, (Ибн Эзра)
- Ашер бен Иехиэль, (Рош)
- Хасдай Крескас, (Ор Ашем)
- Гершом Меор ха-Гола, (Меор ха-Гола)
- Бен Гершом, (Ралбаг)
- Ицхак Альфаси, (Риф)
- Яков бен Ашер, (Баал атурим)
- Йосеф Альбо, (Иккарим)
- Рамбам, (Моше бен Маймон, Маймонид)
- Рамбан, (Моше бен Нахман)
- Раши, (Шломо Ицхаки)
- Тосафот, (Тосафисты)
- Иехуда Галеви, (Кузари)
- Менахем Меири, (Меири)
- Шломо бен Адерет, (Рашба)
- Дон Ицхак Абрабанель